# Supercopa de España de Fútbol 1997
La Supercopa de España de 1997 fue la XIV edición del torneo, correspondiente a la temporada 1997-98. Se disputó doble partido en España entre los días 20 y 23 de agosto. Enfrentó al campeón de la Primera División 1996-97, el Real Madrid, y el campeón de la Copa del Rey 1996-97, el F. C. Barcelona. 
El Real Madrid se adjudicó el título por quinta vez en su historia tras vencer en el computo global por 5:3.
| Bandera de Cataluña | 3 - 5 | Bandera de la Comunidad de Madrid |
| F. C. Barcelona 2 1 | 3 - 5 | Real Madrid C. F. 1 4             |
| ------------------- | ----- | --------------------------------- |

## Supercopa de 1997
| Real Madrid C. F. |  | Bandera de la Comunidad de Madrid |  | Campeón de la Primera División de España (1996/97) |
| F. C. Barcelona   |  | Bandera de Cataluña               |  | Campeón de la Copa del Rey (1996/97)               |

### Ida
| 1          | POR        | Ruud Hesp          |     |
| 22         | DEF        | Michael Reiziger   |     |
| 20         | DEF        | Miguel Ángel Nadal | 66' |
| 12         | DEF        | Sergi Barjuán      |     |
| 18         | DEF        | Guillermo Amor     |     |
| 4          | MED        | Pep Guardiola      |     |
| 14         | MED        | Emmanuel Amunike   | 71' |
| 21         | MED        | Luis Enrique       | 62' |
| 10         | MED        | Giovanni Silva     |     |
| 9          | DEL        | Sonny Anderson     |     |
| 11         | DEL        | Rivaldo            |     |
| Entrenador | Entrenador | Louis van Gaal     |     |

| 1          | POR        | Santiago Cañizares   |     |
| 2          | DEF        | Chendo               |     |
| 24         | DEF        | Aitor Karanka        |     |
| 5          | DEF        | Manolo Sanchís       |     |
| 3          | DEF        | Roberto Carlos       |     |
| 11         | MED        | José Emilio Amavisca | 62' |
| 16         | MED        | Jaime Sánchez        | 62' |
| 10         | MED        | Clarence Seedorf     |     |
| 7          | DEL        | Raúl González        |     |
| 8          | DEL        | Predrag Mijatović    |     |
| 9          | DEL        | Davor Šuker          | 81' |
| Entrenador | Entrenador | Jupp Heynckes        |     |

| 15 | DEL | Christophe Dugarry | 62' |
| 2  | DEF | Albert Ferrer      | 66' |
| 16 | MED | Dragan Ciric       | 71' |

| 14 | MED | José María Guti | 62' |
| 21 | MED | Zé Roberto      | 62' |
| 23 | DEL | Dani García     | 81' |

|       | 11' | Miguel Ángel Nadal | 1-1 |
| Penal | 85' | Giovanni Silva     | 2-1 |

|  | 5' | Raúl González | 0-1 |

|  | 27' | Sergi Barjuán |

|  | 27' | Predrag Mijatović |
|  | 84' | Aitor Karanka     |
|  | 89' | Roberto Carlos    |

| Árbitro: | Celino Gracia Redondo |

| 1          | POR        | Ruud Hesp          |     |
| 22         | DEF        | Michael Reiziger   |     |
| 20         | DEF        | Miguel Ángel Nadal | 66' |
| 12         | DEF        | Sergi Barjuán      |     |
| 18         | DEF        | Guillermo Amor     |     |
| 4          | MED        | Pep Guardiola      |     |
| 14         | MED        | Emmanuel Amunike   | 71' |
| 21         | MED        | Luis Enrique       | 62' |
| 10         | MED        | Giovanni Silva     |     |
| 9          | DEL        | Sonny Anderson     |     |
| 11         | DEL        | Rivaldo            |     |
| Entrenador | Entrenador | Louis van Gaal     |     |

| 1          | POR        | Santiago Cañizares   |     |
| 2          | DEF        | Chendo               |     |
| 24         | DEF        | Aitor Karanka        |     |
| 5          | DEF        | Manolo Sanchís       |     |
| 3          | DEF        | Roberto Carlos       |     |
| 11         | MED        | José Emilio Amavisca | 62' |
| 16         | MED        | Jaime Sánchez        | 62' |
| 10         | MED        | Clarence Seedorf     |     |
| 7          | DEL        | Raúl González        |     |
| 8          | DEL        | Predrag Mijatović    |     |
| 9          | DEL        | Davor Šuker          | 81' |
| Entrenador | Entrenador | Jupp Heynckes        |     |

| 15 | DEL | Christophe Dugarry | 62' |
| 2  | DEF | Albert Ferrer      | 66' |
| 16 | MED | Dragan Ciric       | 71' |

| 14 | MED | José María Guti | 62' |
| 21 | MED | Zé Roberto      | 62' |
| 23 | DEL | Dani García     | 81' |

|       | 11' | Miguel Ángel Nadal | 1-1 |
| Penal | 85' | Giovanni Silva     | 2-1 |

|  | 5' | Raúl González | 0-1 |

|  | 27' | Sergi Barjuán |

|  | 27' | Predrag Mijatović |
|  | 84' | Aitor Karanka     |
|  | 89' | Roberto Carlos    |

| Árbitro: | Celino Gracia Redondo |

### Vuelta
| 1          | POR        | Santiago Cañizares |     |
| 4          | DEF        | Fernando Hierro    |     |
| 24         | DEF        | Aitor Karanka      |     |
| 17         | DEF        | Christian Panucci  |     |
| 3          | DEF        | Roberto Carlos     |     |
| 21         | MED        | Zé Roberto         | 81' |
| 14         | MED        | José María Guti    | 63' |
| 10         | MED        | Clarence Seedorf   |     |
| 7          | DEL        | Raúl González      |     |
| 8          | DEL        | Predrag Mijatović  |     |
| 9          | DEL        | Davor Šuker        | 72' |
| Entrenador | Entrenador | Jupp Heynckes      |     |

| 1          | POR        | Ruud Hesp          |     |
| 22         | DEF        | Michael Reiziger   |     |
| 3          | DEF        | Abelardo Fernández |     |
| 12         | DEF        | Sergi Barjuán      |     |
| 2          | DEF        | Albert Ferrer      |     |
| 4          | MED        | Pep Guardiola      |     |
| 18         | MED        | Guillermo Amor     | 57' |
| 7          | MED        | Luís Figo          |     |
| 10         | MED        | Giovanni Silva     |     |
| 9          | DEL        | Sonny Anderson     | 68' |
| 11         | DEL        | Rivaldo            |     |
| Entrenador | Entrenador | Louis van Gaal     |     |

| 16 | MED | Jaime Sánchez  | 63' |
| 18 | MED | Víctor Sánchez | 72' |
| 5  | DEF | Manolo Sanchís | 81' |

| 16 | MED | Dragan Ciric       | 57' |
| 15 | DEL | Christophe Dugarry | 68' |

|  | 42' | Raúl González     | 1-0 |
|  | 54' | Raúl González     | 2-0 |
|  | 58' | Predrag Mijatović | 3-0 |
|  | 65' | Clarence Seedorf  | 4-0 |

|  | 80' | Giovanni Silva | 4-1 |

|  | 8'  | Clarence Seedorf  |
|  | 24' | Raúl González     |
|  | 38' | Christian Panucci |
|  | 87' | Fernando Hierro   |

|  | 32' | Abelardo Fernández |
|  | 45' | Luís Figo          |

| Árbitro: | Arturo Daudén Ibáñez |

| 1          | POR        | Santiago Cañizares |     |
| 4          | DEF        | Fernando Hierro    |     |
| 24         | DEF        | Aitor Karanka      |     |
| 17         | DEF        | Christian Panucci  |     |
| 3          | DEF        | Roberto Carlos     |     |
| 21         | MED        | Zé Roberto         | 81' |
| 14         | MED        | José María Guti    | 63' |
| 10         | MED        | Clarence Seedorf   |     |
| 7          | DEL        | Raúl González      |     |
| 8          | DEL        | Predrag Mijatović  |     |
| 9          | DEL        | Davor Šuker        | 72' |
| Entrenador | Entrenador | Jupp Heynckes      |     |

| 1          | POR        | Ruud Hesp          |     |
| 22         | DEF        | Michael Reiziger   |     |
| 3          | DEF        | Abelardo Fernández |     |
| 12         | DEF        | Sergi Barjuán      |     |
| 2          | DEF        | Albert Ferrer      |     |
| 4          | MED        | Pep Guardiola      |     |
| 18         | MED        | Guillermo Amor     | 57' |
| 7          | MED        | Luís Figo          |     |
| 10         | MED        | Giovanni Silva     |     |
| 9          | DEL        | Sonny Anderson     | 68' |
| 11         | DEL        | Rivaldo            |     |
| Entrenador | Entrenador | Louis van Gaal     |     |

| 16 | MED | Jaime Sánchez  | 63' |
| 18 | MED | Víctor Sánchez | 72' |
| 5  | DEF | Manolo Sanchís | 81' |

| 16 | MED | Dragan Ciric       | 57' |
| 15 | DEL | Christophe Dugarry | 68' |

|  | 42' | Raúl González     | 1-0 |
|  | 54' | Raúl González     | 2-0 |
|  | 58' | Predrag Mijatović | 3-0 |
|  | 65' | Clarence Seedorf  | 4-0 |

|  | 80' | Giovanni Silva | 4-1 |

|  | 8'  | Clarence Seedorf  |
|  | 24' | Raúl González     |
|  | 38' | Christian Panucci |
|  | 87' | Fernando Hierro   |

|  | 32' | Abelardo Fernández |
|  | 45' | Luís Figo          |

| Árbitro: | Arturo Daudén Ibáñez |

| Campeón Supercopa de España 1997 |
| -------------------------------- |
| Real Madrid C.F. 5° Título       |

| Predecesor: Supercopa de España 1996 | Supercopa de España 1997 | Sucesor: Supercopa de España 1998 |